# ManuElla

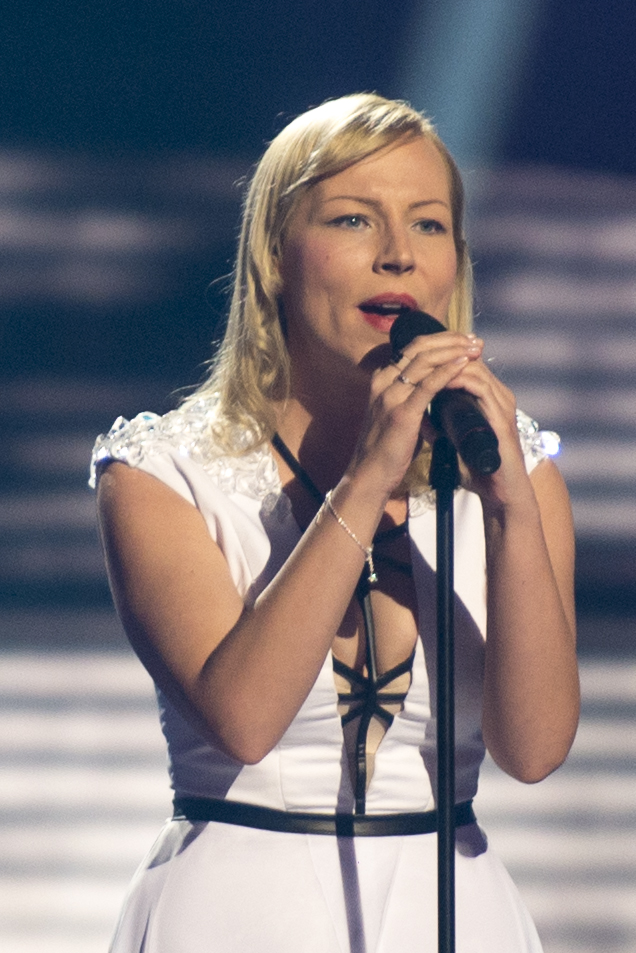
Manuella beim Eurovision Song Contest, Mai 2016

Manuella Brečko (auch ManuElla; * 31. Januar 1989 in Celje, Jugoslawien) ist eine slowenische Popsängerin. Sie vertrat Slowenien beim Eurovision Song Contest 2016 in Stockholm, schaffte es allerdings nicht in das Finale.

## Leben und Karriere
Manuella Brečko wurde am 31. Januar 1989 in Celje geboren. Da ihr Vater aus Bregenz am Bodensee kommt, erlernte sie als Kind die deutsche Sprache. Mit 16 Jahren nahm sie an der Castingshow Bitke talentov teil, 2012 erreichte sie das Halbfinale der besten vier des slowenischen ESC-Vorentscheides Misija Evrovizija. Sie hat außerdem an den Castings der deutschen Castingshow Das Supertalent teilgenommen.
Am 5. Januar 2016 wurde sie als eine von zehn Kandidaten bei der slowenischen ESC-Auswahl EMA 2016 präsentiert. Sie gewann das Superfinale gegen die Sängerin Raiven mit ihrem Titel Blue and Red und einem sehr knappen Vorsprung von nur 127 Stimmen im Televoting. Sie vertrat infolgedessen im zweiten Semifinale des ESC 2016 am 12. Mai Slowenien, schaffte es jedoch nicht ins Finale.

## Diskografie
Singles
- 2012: Raztrgaj me nežno
- 2013: Il futuro
- 2013: V tvojem ognju (Inferno)
- 2013: Zadnji ples
- 2013: Barve
- 2014: Silent Night
- 2016: Blue and Red